# Эспехо, Эухенио

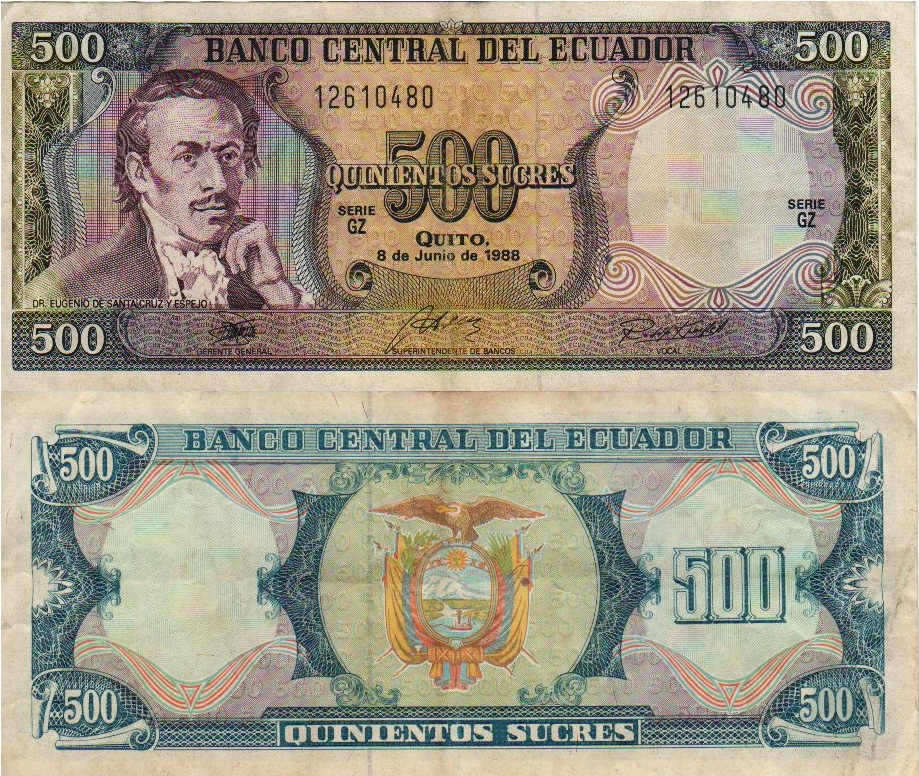
Изображение Э. Эспехо на банкноте номиналом 500 эквадорских сукре. 1988 г.

Франсиско Хавьер Эухенио де Санта-Круз-и-Эспехо (настоящие имя и фамилия — Луис Чужиг, исп. Francisco Javier Eugenio de Santa Cruz y Espejo; 1747, Кито — 23 декабря 1795, там же) — эквадорский просветитель, публицист, медик, юрист, прозаик и редактор XVIII века.
Один из пионеров медицинских исследований оспы.

## Биография

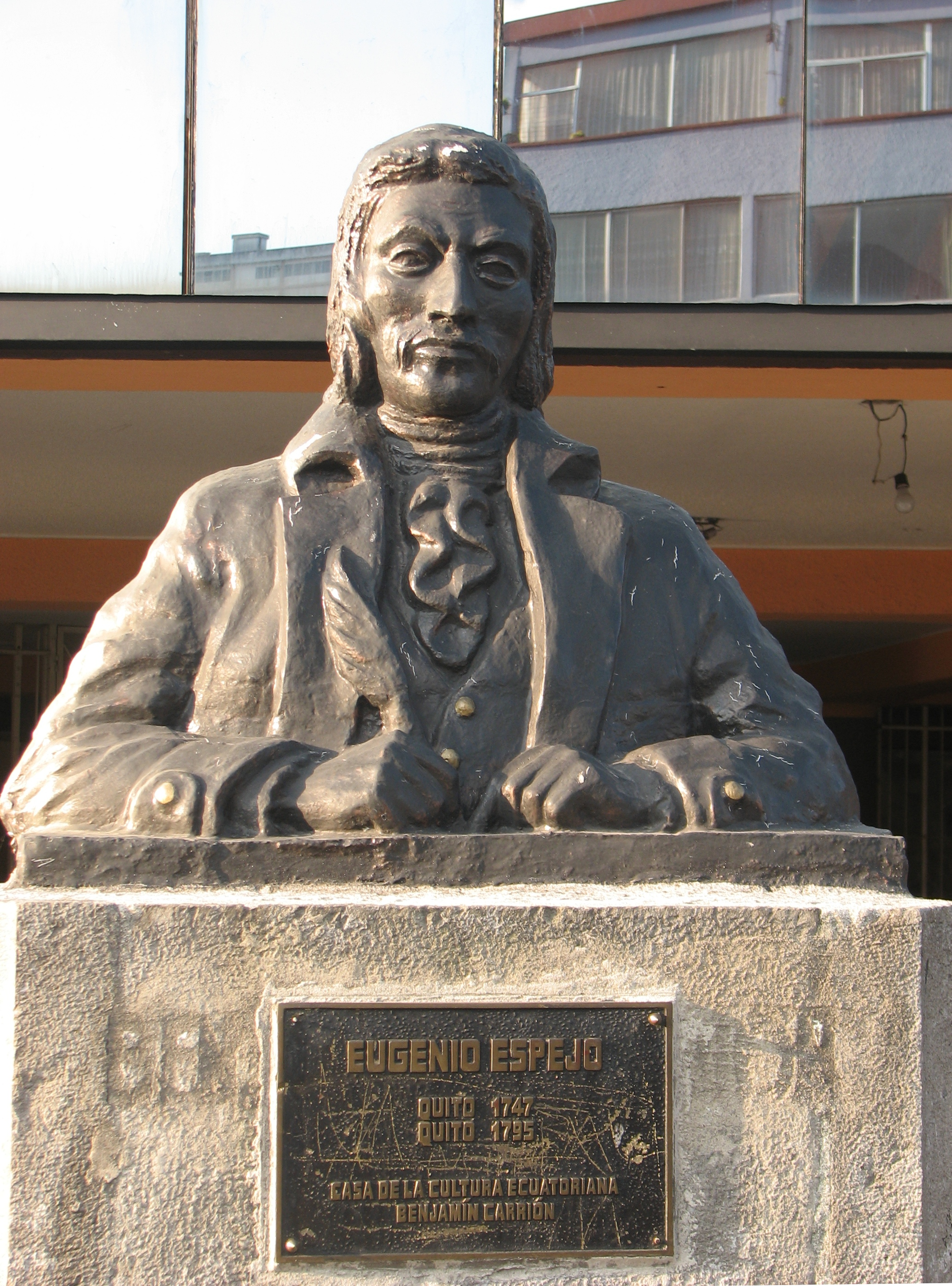
Бюст Э. Эспехо в Кито

Сын индейца кечуа, работавшего помощником священника и врача, и мулатки, был признан креолом. Сестра Мануэла Эспехо. 
Преодолев дискриминацию, окончил медицинскую школу в 1767 год. Позже изучал в университете юриспруденцию и каноническое право. Жил в Кито (колониальный Эквадор). С 1772 занимался медицинской практикой.
Э. Эспехо считается одним важнейших деятелей Эквадора того периода — великим гигиенистом и зачинателем исследований микроорганизмов, причины болезней.
Основатель первой национальной эквадорской газеты «Примисиас де ла культура эн Кито» в Кито («Primicias de la Cullura en Quito», 1792).
Известен, как способный писатель-сатирик и сторонник либеральных реформ в духе эпохи просвещения. Находился под влиянием испанских просветителей, в частности, Б. Фейхо-и-Монтенегро.
В своих сочинениях «Новый Лукиан из Кито» (1779), «Письма из Риобамбы» (1787) и других пропагандировал республиканские и демократические идеи, выступал против реакционного духовенства, за национальную независимость.
Автор ряда медицинских трудов, в том числе работы «Размышления об оспе» (1786).
Из-за своих либеральных идей, был заключён в тюрьму в начале 1795 года и был освобождён для лечения заключённых пациентов в качестве врача. 28 декабря умер от дизентерии, заболев во время тюремного заключения.

## Избранные произведения
- Sermones para la profesión de dos religiosas (1778)
- Sermón sobre los dolores de la Virgen (1779)
- Nuevo Luciano de Quito (1779)
- Marco Porcio Catón o Memorias para la impugnación del nuevo Luciano de Quito (1780)
- Carta al Padre la Graña sobre indulgencias (1780)
- Sermón de San Pedro (1780)
- La Ciencia Blancardina (1781)
- El Retrato de Golilla (autorstwo niepewne, 1781)
- Reflexiones acerca de un método para preservar a los pueblos de las viruelas (1785)
- Defensa de los curas de Riobamba (1787)
- Cartas riobambenses (1787)
- Representaciones al presidente Villalengua (1787)
- Discurso sobre la necesidad de establecer una sociedad patriótica con el nombre de «Escuela de la Concordia» (1789)
- Segunda carta teológica sobre la Inmaculada Concepción de María (1792)
- Memorias sobre el corte de quinas (1792)
- Voto de un ministro togado de la Audiencia de Quito (1792)
- Sermón de Santa Rosa (1793)

## Память
- В 1988 году изображение Э. Эспехо помещено на банкноту номиналом 500 эквадорских сукре.
- В 2000 году в Республике Эквадор выпущена в оборот монета достоинством 10 сентаво.[4]